# Сражение при Хьяртуме
Сражение при Хьяртуме (швед. Slaget vid Hjärtum) — одно из сражений датско-шведской войны (1657—1658), произошедшее 27 сентября 1657 года на южнонорвежском ТВД и закончившееся отступлением шведов.

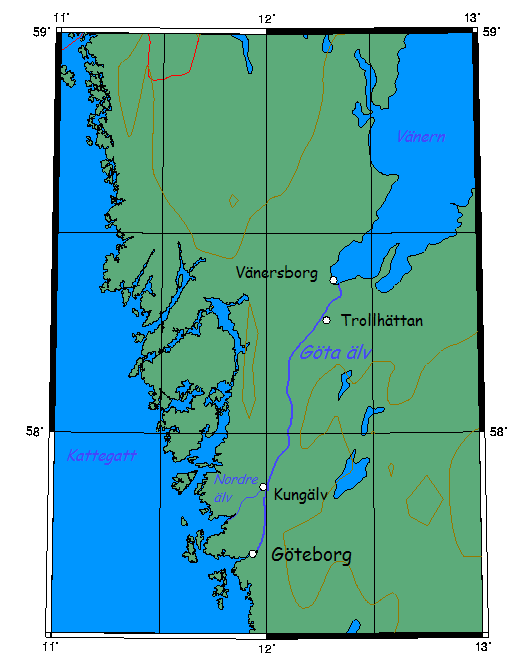
Театр военных действий

После 5 июня 1657 года, когда была объявлена война, датский командующий войсками в Южной Норвегии генерал-майор Ивер Краббе только через месяц начал военные действия в Западной Швеции с задачей связать шведские войска и не допустить их переброски на юг, в Сконе. Кроме того, предполагалось, что при дополнительной помощи войск из Халланда датчанам удастся окружить Гётеборг.
После июльских боёв за Тьюрхольмен, ведшихся с переменным успехом, шведы отправили половину своих сил, около 1700 человек и 4 орудия, на юг, чтобы остановить крупное датское наступление на Хальмстад. Краббе воспользовался ситуацией, и 27 августа датские и норвежские солдаты (1900 человек) были переправлены на плотах через реку Гёта. 4 сентября Краббе занял Скордале, 10 сентября построил военный мост через реку в Йордфаллете, чтобы легче было перебраться на шведскую сторону. 20 сентября его войска разбили при Нёдинге отряд шведских кавалеристов.
Шведы перебросили дополнительные подкрепления из Вестергётланда и Вермланда, и 25 сентября генерал Эрик Стенбок, сменивший Дугласа на посту командующего, с силами в 2300 человек двинулся к Хьяртуму с намерением отомстить за предыдущие набеги датчан. 
26 сентября около 200 шведских солдат заняли территорию вокруг церкви Хьяртума и перегородили дорогу на западном берегу реки. Остальная часть армии расположилась на плато Хьяртумс-Ски. Когда Краббе узнал от разведчиков о подходе войск противника и о том, что шведы находятся на плато, он со своими 2000 солдат совершил быстрый марш из Спекерода в сторону Хьяртума.
В половине восьмого 27 сентября шведские патрули обнаружили приближение солдат Краббе и завязали с ними перестрелку. В девять часов отряд из 400 драгун начал атаку на датский авангард, но был разбит и, потеряв две пушки и штандарт, отступл к плато.
Основная часть боя развернулась за плато. Артиллерия датчан, состоявшая из 3-фунтовых орудий, а также более тяжелых орудий, нанесла шведам большие потери. Дым от пушек и мушкетов был настолько густым, что нельзя было видеть ни вражеские, ни свои собственные знамёна. Перестрелка на плато длилась около 8 часов и завершилась лишь к вечеру. 
Ночью с 27 на 28 сентября шведы, ради обмана противника разложив костры и постоянна подавая сигналы горнами и барабанами, отступили обратно через реку в сторону Венерсборга. До 15 октября Краббе простоял на месте сражения, а затем, не дождавшись датского подкрепления с юга, вернулся со своими войсками в крепость Бохус.